# Åssjötjärnet
Åssjötjärnet är en sjö i Lerums kommun i Västergötland och ingår i Göta älvs huvudavrinningsområde. Sjön är 11,2 meter djup, har en yta på 0,044 kvadratkilometer och befinner sig 129 meter över havet.